# Podilymbus
Podilymbus – rodzaj ptaków z rodziny perkozów (Podicipedidae).

## Zasięg występowania
Rodzaj obejmuje gatunki występujące w Ameryce.

## Morfologia
Długość ciała 30–38 cm; masa ciała 250–520 g.

## Systematyka

### Etymologia
- Podilymbus (Podilimbus, Podilymnus): zbitka wyrazowa nazw rodzajów: Podiceps Latham, 1787 (perkoz) oraz Colymbus Linnaeus, 1758 (perkoz)[13].
- Phalaropsis: gr. φαλαρις phalaris, φαλαριδος phalaridos niezidentyfikowany ptak wodny, prawdopodobnie łyska, od φαλος phalos „biały”; οψις opsis „wygląd”[14]. Gatunek typowy: Colymbus podiceps Linnaeus, 1758.
- Sylbeocyclus (Silbeocyclus, Sylbeocinclus): gr. συλλαβη sullabē „pas”, od συλλαμβανω sullambanō „zbierać, gromadzić”; κυκλος kuklos „pierścień, okrąg”[15]. Gatunek typowy: Podiceps carolinensis Latham, 1790 (= Colymbus podiceps Linnaeus, 1758).
- Hydroka: gr. ὑδρο- hudro- „wodny-”, od ὑδωρ hudōr, ὑδατος hudatos „woda”; ωκα ōka „szybko, prędko”, od ωκυς ōkus „szybki, prędki”[16]. Gatunek typowy: Podiceps carolinensis Latham, 1790 (= Colymbus podiceps Linnaeus, 1758).
- Nexiteles: gr. νηξις nēxis „pływanie”, od νεω neō „pływać”; τελεω teleō „dokonać, wypełnić”[17]. Nowa nazwa dla Podilymbus Lesson, 1831.

### Podział systematyczny
Do rodzaju należą następujące gatunki:
- Podilymbus podiceps (Linnaeus, 1758) – perkozek grubodzioby
- Podilymbus gigas Griscom, 1929 – perkozek gwatemalski – takson wymarły około 1986 roku[19].